# Međunarodna zračna luka Kuwait
Međunarodna zračna luka Kuwait (IATA:KWI,ICAO:OKBK) se nalazi u regiji Al Farwaniyah u Državi Kuvajt. Nalazi se 15,5 kilometara južno od grada Kuwaita.

## Struktura
Glavne aerodromske strukture (građevine) su izgrađene i završene od strane Al Hani Construction-a u suradnji s Ballast Nedam-om, Nizozemska.
Aerodrom je podvrgnut velikom renoviranju i proširenju u periodu 1999. – 2001., u kojem je na mjestu parkinga izgrađeno proširenje terminala. To je uključivalo novi check-in prostor, novi ulaz na aerodrom, izgradnju višeetažnog parkinga i aerodromskog prodajnog centra.
Međunarodna zračna luka Kuwait ima mogućnost opsluživanja preko sedam milijuna putnika godišnje. Novi terminal za generalno zrakoplovstvo je dovršen 2008, ali je ovaj terminal preuređen za redovite potrebe Wataniya Airwaysa zajedno s generalnim zrakoplovstvom. Terminal je nazvan Sheik Saad Terminal.